# Casa de León y Castilla
Casa de León y Castilla fue una entidad de oriundos de las provincias de la Región Leonesa, Castilla la Vieja y Castilla la Nueva creada en Barcelona en 1925 y con actividad, como mínimo, hasta 1929.

## Historia
En 1889, la prensa documentaba la existencia de la sociedad barcelonesa Centro Castellano, que quizá deba ser considerada antecedente de la Casa de León y Castilla.
La primera referencia sobre la Casa de León y Castilla de Barcelona se halla en un pequeño suelto publicado en Diario de León, con fecha de 28 de febrero de 1925, en el que se anuncia que en Barcelona se han reunido distinguidos señores "para fundar un centro regional de las provincias de León, Zamora, Salamanca, Palencia y Valladolid”.
Durante estos años, la Casa de León y Castilla desarrolló una intensa actividad cultural y social que quedará impresa con generosidad periodística en el rotativo La Vanguardia. Entre otras actividades, realizó un homenaje al pedagogo suizo Pestalozzi en febrero de 1927, con motivo de su primer centenario.
En 1927, los alcaldes de León, Francisco Roa de la Vega, y de Burgos, Ricardo de Amézaga, fueron invitados por la entidad, siendo presidente de la Casa el señor Norverto y Julián Moreno Marcos secretario de la misma.
La entidad editó el primer número del Boletín de la Casa de León y Castilla en febrero de 1927.
En una noticia del mismo año 1927, la territorialidad que entendía la entidad para León y Castilla era la de "las dieciséis provincias de aquellas regiones, que han venido a esta capital [Barcelona] con motivo de la Segunda Asamblea de Diputaciones provinciales españolas".
La organización convocó a sus asociados y simpatizantes al recibimiento a los intelectuales castellanos y fue una de las organizaciones barcelonesas que participó en el recibimiento a los mismos en marzo de 1930.
En Junta general extraordinaria, celebrada de 30 de septiembre de 1930, se acordó por unanimidad la disolución de la misma. Junto al anuncio de disolución de la entidad, se daba a conocer la creación del Centro Castellano "una entidad cultural y de recreo alejada de toda injerencia política y religiosa".

## Sedes
Tuvo sedes en las calles Clavé, Ramblas de Capuchinos y Ramblas del Centro.

## Cuadros directivos
1927: Norverto, presidente; Julián Moreno Marcos, secretario.